# 重庆日报 (清朝)
《重庆日报》于1904年10月17日由中国民主主义革命者卞小吾和日本人竹川藤太郎创办，是重庆新闻史上最早鼓吹民主革命的日报。《重庆日报》揭露清政府的腐败和列强对中国的压迫，提倡教育，倡导男女平等，妇女天足，宣传家庭革命，是四川颇具反清特色的报纸。但报纸言辞激烈，触怒当局。1905年6月1日，卞小吾被捕入狱，报纸也随即被查封。

## 历史

### 背景

#### 辛亥革命的舆论准备
19世纪末，以孙中山为首的主张武力推翻清王朝的革命派出现。孙中山认识到报纸左右社会的力量，报纸甚至能成就政治力量所不能做的事。而戊戌变法后，流往海外的康有为、梁启超以《清议报》等为宣传阵地，影响较为广泛。孙中山决心创办报刊作为宣传革命的武器，与保皇会抗衡。1900年以后，革命派做了大量的报刊宣传工作，为辛亥革命做了舆论准备。

#### “新政”引发国人第二次办报高潮
清政府迫于内外压力不得不改弦易辙，与1901年1月宣布“更法令、破旧习、求振作、议更张”，开始了晚清最后十年的“新政”时期。清政府允许办报，事实上承认了近代报刊的合法地位，还正式允许朝政信息的公开传布，并部分开放了“言禁”。

#### 地方革命组织的建立
虽然此时同盟会并未建立，但各种革命小团体已经出现。重庆就有“公强会”、“羽强会”以及卞小吾组织的“游想会”，经常以郊游的形式讨论国事，为办报提供了思想和组织基础。

#### 四川特殊的地理历史位置
四川地处“边陲”，清政府势力较为薄弱，且多受压迫的少数民族，有较好的反清革命基础。卞小吾在上海三次探因《苏报》案身陷囹圄的邹容、章太炎于狱中，密商革命，认为“清政府与帝国主义已在密切配合，一致对付革命党人，上海同北京一样，应暂避其锋，而西蜀地处边陲，交通不便，民智未开，大有用武之地，急宜回川图之。”

### 创刊
1904年2月，卞小吾在上海秘密购得《革命军》、《警世钟》和《苏报案纪实》等革命宣传读物数百本，回重庆广为散发。后与杨庶堪、朱之洪等决定办报纸、开学堂、建工厂，以启迪民智，挽救利权。为了解决经费问题，他于当年9月回江津将祖遗田产全部变卖，得银6千两，用作活动经费。此时，竹川藤太郎在重庆成立东亚同志会，表面上以发展中日友好为宗旨，实则为筹措办报、办教育所需费用而设。
卞小吾与竹川商定，在办报方面，由竹川出任社长，全面主持报社活动；卞小吾则以记者身份活动，避免政府找麻烦。之所以选择在1904年10月17日创刊，是因为这一天既是中国的重阳节，又是日本的神赏节，两节相重叠被认为是吉祥兆头。

### 办报
《重庆日报》是单张发行的日报，出版形式为每日一张，从第8期改为每天4张即4版，单面印刷，编排上接近现代报纸。最初发行量仅有500份左右，到第二年4月便增至3000多份。报社地址在重庆方家什字麦家院（今重庆宾馆对面）。
《重庆日报》创刊号头版，发表了竹川藤太郎撰写的《发刊之辞》。发刊辞一开始便指出川人所面对的20 世纪之大势，“西洋之潮流滔滔 而直捣东海之岸边，世界之大势之一动一摇，倏忽波及于四海八荒，浑 圆球上还无不被其影响之个处”，呼吁人们在近代文明的撞击下，要从“惰眠”中苏醒过来。卞小吾和竹川希望《重庆日报》“自鸣钟”、“晴雨表”、“电话机”、“反射镜”。文章语言通俗，道理简单明了，逻辑严谨。

### 停刊
1905年4月29日，《重庆日报》转载《苏报》消息，标题是《老妓颐和园筹备祝寿大典的极其骄奢淫逸的罪行》，矛头直指清廷慈禧。四川总督锡良认为，《重庆日报》把慈禧太后比为老妓是“大逆不道”。5月21日晚，卞小吾参加强学会演讲，并当场拿剪刀剪下自己的发辫，以示反清之决心。关于这次宣讲会，《重庆日报》在23日的“巴蜀大观”栏目中作了简要报道，卞小吾的言行便格外受当局关注。但因报纸为日人所办，地方政府未敢轻举妄动。后探知竹川藤太郎已经回国，重庆知府鄂芳即于6月1日下令将卞小吾逮捕并迅速解送成都，随即查封了创刊仅8个多月的《重庆日报》。该事件被称为“重庆的《苏报》案” 

## 主要内容及思想
竹川藤太郎主持下的《重庆日报》，报纸言论比较平稳，着重提倡教育，以此来开通民智，传播西方民主、民权思想，避免刺激当局。这一时期报纸的内容集中在铁路问题、妇女解放问题、发展商业、提倡教育和对日俄战争的大量报道与评论，倡导国人接受、借鉴西方的先进之处，打破陈规陋习。报纸也有娱乐性的内容，第三版的“隐语宿题”登一些谜语、有奖游戏，很受欢迎，也会刊登一些社会趣闻。但报纸也有强烈的“日本”色彩，有一些日本人强烈民族感的表现。如11月3日是明治天皇诞辰日，《重庆日报》的头版是“圣寿万岁”几个大字，并树有2杆日本大旗，发表《明治天皇陛下万寿颂》。
卞小吾主持下的《重庆日报》语言则更为泼辣，并多次刊登出“敏感”消息。讨论中国的民权和权力统治问题，斥责清政府束缚言论自由的行为，公开讨论剪辫的话题，刊登革命报人邹容在狱中的死讯，甚至号召“结个大大的团体，把革命军举起来。”煽动武装起义，直接向清政府示威。

## 影响
《重庆日报》是巴蜀地区宣传革命的重要舆论阵地。“渝中知己，沪上党人，音书来往，密图组织，势渐膨胀。”“不数月，革命大有一日千里之势。”被认为是“西南的一支革命锐旅”、“重庆的《苏报》”。《重庆日报》对于揭露当局的贪庸腐败，启发国人的觉醒，推动川内正在兴起的收回路权运动都起到了积极的作用，促进了重庆的近代化历程。